# Ronimo Games
A Ronimo Games (korábban Banana Games) holland videójáték-fejlesztő cég, amelyet 2007-ben alapítottak az Utrechti Művészeti Főiskola egykori hallgatói.

## Története
A csapat, amely később felvette a Ronimo Games nevet először Banana Games név alatt jött össze. Ezen a néven készítették el a de Blob eredet freeware PC verzióját. A THQ kiadó felfigyelt a játékra, majd megvette annak jogait. A THQ később átadta a játék további fejlesztését a Blue Tongue Entertainmentnek (Nintendo DS, Wii) és a Universomónak (mobil/iOS).
A de Blob jogainak eladása után járó pénzből a csapat megalapította a Ronimo Gamest. A „Ronimo” nevet egy ötletbörze során találták ki, a „Robot Ninja Monkeys” angol szavak első betűiből állították össze azt.
2009 májusában a csapat megjelentette a Swords & Soldiers WiiWare-játékukat. 2010 szeptemberében a játék a Sony Online Entertainment gondozásában megjelent a PlayStation Network hálózatán, illetve decemberben felkerült a játék windowsos és Maces változata a Steam kínálatába. 2011 júniusában a Two Tribes fejlesztésében és a Chillingo kiadásában megjelent a játék iOSre is.
A stúdió második játéka, az Awesomenauts MOBA 2012. május 2-án jelent meg Windowsra, majd később OS X-re, Linuxra, Xbox 360-ra, PlayStation 3-ra és PlayStation 4-re.

## Videójátékaik

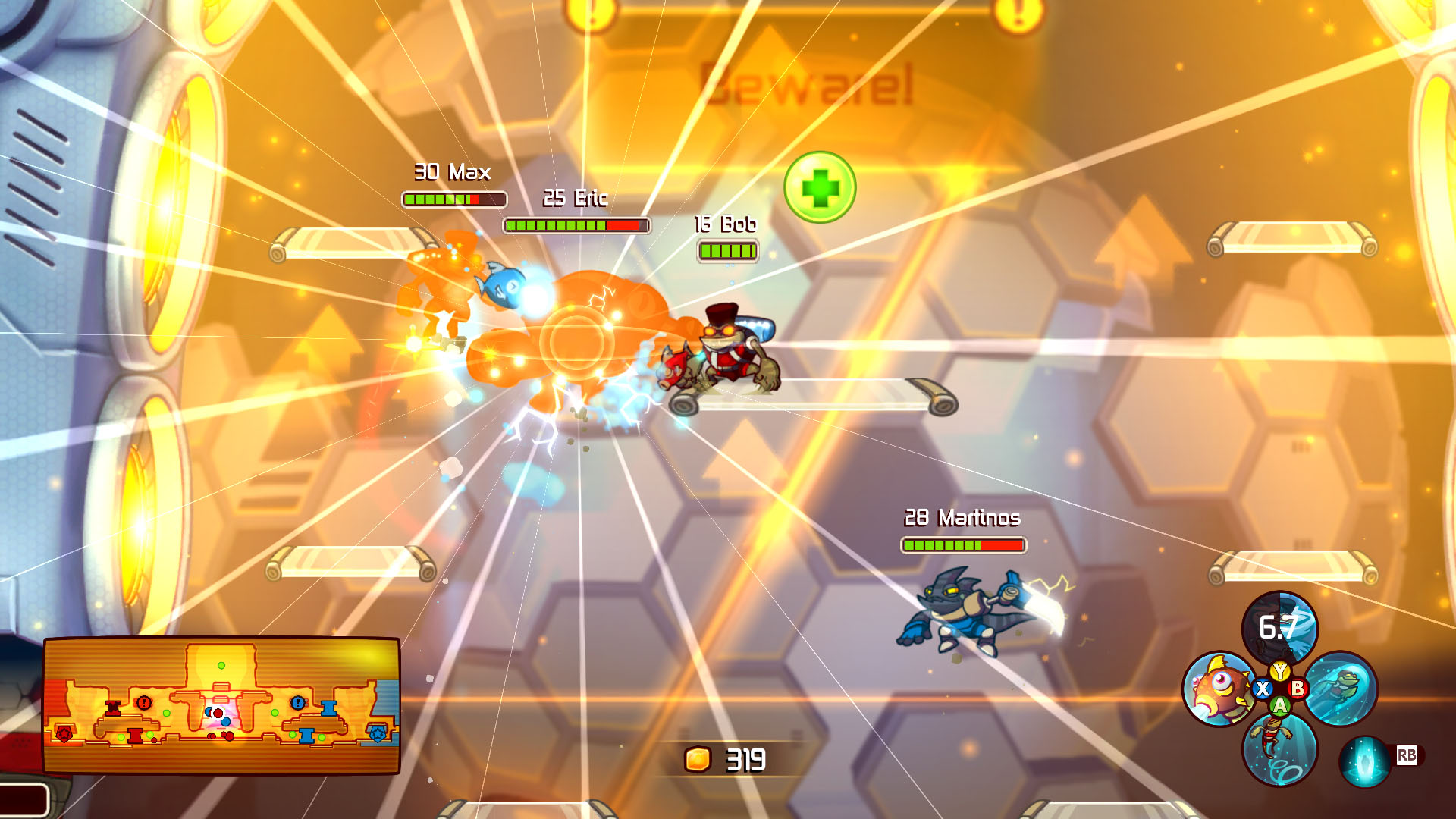
Két csapat harca az Awesomenautsban

### Banana Games néven
- de Blob (Windows, 2006)

### Ronimo Games néven
- Swords & Soldiers (Wii: 2009, PlayStation 3, Windows, Mac: 2010, iOS: 2011, Linux, Android: 2012, Nintendo 3DS: 2013, Wii U: 2014)
- Awesomenauts (PlayStation 3, Xbox 360, Windows, Mac: 2012, Linux: 2013, PlayStation 4: 2014, Xbox One: 2016)
- Swords & Soldiers II (Wii U: 2015)